# Procladius culiciformis
Procladius culiciformis är en tvåvingeart som först beskrevs av Carl von Linné 1767.  Procladius culiciformis ingår i släktet Procladius och familjen fjädermyggor. Arten är reproducerande i Sverige. Inga underarter finns listade i Catalogue of Life.